# 藤田和日郎
藤田 和日郎（ふじた かずひろ、男性、1964年〈昭和39年〉5月24日 - ）は、日本の漫画家。北海道旭川市出身。本名：藤田 和宏（読み同じ）。
旭川市立東町小学校、北海道旭川東高等学校、日本大学法学部新聞学科卒業。現仕事場は東京都豊島区。
1988年（昭和63年）に『連絡船奇譚』が『週刊少年サンデー増刊号』に掲載されてデビューし、1990年（平成2年）より『週刊少年サンデー』本誌で開始した『うしおととら』で連載デビュー。代表作に『うしおととら』・『からくりサーカス』・『月光条例』・『双亡亭壊すべし』など。主に『週刊少年サンデー』で活躍。

## 来歴
子どもの頃から漫画や本を読むのが好きで、ロジャー・ゼラズニイの小説『地獄のハイウェイ』を自分の原点としている。高校では友人たちと漫画研究会を設立、1982年に高橋留美子のホラー短編『闇をかけるまなざし』を読んだことをきっかけとして漫画家を目指す。絵の描き方について試行錯誤を繰り返していた高校時代に、アニメ映画『クラッシャージョウ』の舞台挨拶のため、地元旭川に訪れた安彦良和へ質問した思い出を持つ。そのイベントで安彦が「目線が決まると体の向きが決まる」と発言したのを聞き「人物はまず目から描く」ことに決めたという。この描き方はプロになってからも続けられている。1983年（昭和58年）、大学進学のために上京。大学では漫画研究会、アニメーション研究会、推理SF研究会に所属し小説の挿絵などを描く。漫画・イラストなどの修業のほか、アニメーション監督の押井守の兄を直接の先生に形意拳の修行歴があり短編集の作品にも反映されている。
あさりよしとおのアシスタントを経て、1988年（昭和63年）に「第22回小学館新人コミック大賞」に入選した『連絡船奇譚』が『週刊少年サンデー増刊号』に掲載されてデビューを果たす。そして1989年（平成元年）に『うしおととら』で「第2回少年サンデーコミックグランプリ」に入賞。この賞は少年サンデーが主催していた新人賞で、受賞作がそのまま連載となることを謳っていた。翌1990年（平成2年）より少年サンデー誌上で同作の連載を開始する。同作は6年以上に亘り連載され、OVA化などもされる人気作品となった。
1997年（平成9年）から2006年（平成18年）まで、『週刊少年サンデー』で『からくりサーカス』を連載。およそ9年に亘る長期連載となった。
『からくりサーカス』終了後は少年サンデーを離れ、『ビッグコミックスピリッツ』・『モーニング』と一時的に青年誌へと活動の場を移す。2008年（平成20年）には再び少年サンデーに戻り、2014年（平成26年）まで『月光条例』を連載した。
2015年から2016年にかけて『うしおととら』が、藤田作品では初めてテレビアニメ化された。次作品の『からくりサーカス』も2018年から2019年にかけてテレビアニメ化されている。
2016年（平成28年）から2021年（令和3年）まで、週刊少年サンデーで『双亡亭壊すべし』を連載。
2022年（令和4年）、3月10日発売の週刊『モーニング』で『黒博物館 三日月よ、怪物と踊れ』（「黒博物館・第3シーズン」）の連載開始。
2025年（令和7年）、週刊少年サンデーで『シルバーマウンテン』を連載開始。

## 年表
※掲載誌の記載がない物は『週刊少年サンデー』及びその増刊号。
- 1988年（昭和63年） - 『連絡船奇譚』で「第22小学館新人コミック大賞」に入選し、漫画家としてデビュー。
- 1989年（平成元年） - 『うしおととら』で「第2回少年サンデーコミックグランプリ」に入賞。
- 1990年（平成2年） - 『うしおととら』で連載デビュー（ - 1996年）。
- 1992年（平成4年） - 『うしおととら』で「第37回小学館漫画賞」少年部門受賞。
- 1997年（平成9年） - 『からくりサーカス』の連載開始（ - 2006年）。『うしおととら』で第28回星雲賞コミック部門受賞。
- 2007年（平成19年） - 『ビッグコミックスピリッツ』で『邪眼は月輪に飛ぶ』、続いて『モーニング』で『黒博物館スプリンガルド』を連載（共に同年終了）。
- 2008年（平成20年） - 『月光条例』を連載開始（ - 2014年）。
- 2014年（平成26年） - 『黒博物館ゴースト アンド レディ』を連載開始（ - 2015年）。
- 2015年（平成27年） -　『浦沢直樹の漫勉』「藤田和日郎」（NHK Eテレ、放送2015年9月11日（金））[注釈 3]。
- 2016年（平成28年） - 『双亡亭壊すべし』を連載開始（ - 2021年）。
- 2019年（平成31年） - 『人間ってナンだ?超AI入門』シーズン2 第3回「発想する」ゲスト出演（NHK Eテレ、放送2019年1月24日（木））。
- 2022年（令和4年） - 『黒博物館三日月よ、怪物と踊れ』を連載開始（ - 2023年）。
- 2025年（令和7年） - 『シルバーマウンテン』を連載開始[22]。

## 人物
- 筆名の漢字表記は姓名判断で付けたのではないかと訊かれることが多いが、実際は"和日郎"表記で描いた作品がたまたま「会心の出来」だったため、験担ぎでそのまま名乗るようになっただけだという[12]。
- 影響を受けた漫画家は、永井豪、高橋留美子、高橋葉介、吉田聡、諸星大二郎[7]、あさりよしとお、モンキー・パンチ、細野不二彦、石川賢。『サンデー』へ持ち込んだ理由も「大好きな高橋留美子がいるから」だった。また、初めて高橋と会った際には、高橋作品への思いを語り過ぎたために一言も喋らせなかったと思うと後年のインタビューで語っている[10]。
- 女の子の描き方は、高橋留美子と細野不二彦の影響を受けているという。また、『うる星やつら』の2巻の表紙のラムを何度も模写していた[24]。
- 小説家では、山田風太郎、隆慶一郎、スティーヴン・キング、泉鏡花、小泉八雲を挙げている[25]。
- 単行本の余りページにはアシスタントによる楽屋ネタおまけ漫画をよく掲載しており、こうした作品内での藤田の姿は眼鏡をかけ額が禿げ上がった姿で描かれている。また『からくりサーカス』では道化師の赤いつけ鼻がトレードマークとなっている[26]。
- 好きな音楽のジャンルはヘヴィメタルやハードロック。好きなバンドはディープ・パープル、レインボー、ブラック・サバス、オジー・オズボーン、ジューダス・プリースト、アイアン・メイデン、アクセプト、ハロウィン、ナイトウィッシュ、エヴァネッセンスなど。アンケートでの質問「自分の漫画を読む時にこの曲を聴いてほしい」では、ナイトウィッシュの「エスケイピスト」を聴いて欲しい曲として挙げている[27]。また筋肉少女帯のファンを公言しており、彼らの楽曲『機械』を元にした短編を描いている（短編集『暁の歌』収録『空に羽が…』）。なお同バンドは、アニメ『うしおととら』のオープニングテーマを担当し、藤田本人も筋肉少女帯楽曲のアンソロジー小説作品『筋肉少女帯小説化計画』の表紙イラストを担当している。
- 映画好きで、ホラーやアクションを好む。ホラーではダリオ・アルジェントなどを挙げている[28]。
- 漫画家の皆川亮二とはデビューが同期であり、「第22回小学館新人コミック大賞」の授賞式でも隣同士で座っていたことから仲が良く、「皆川亮二が同じ世界にいる」と思うだけで今でも元気が出るという[24]。
- 自身の漫画に対するポリシーとして『漫画の最大の目的は人を喜ばせること。そのためにはまず分かりやすい漫画を描くこと。そしていい読後感を読者に与えること。これがきちんとできているのが最強の漫画。読者を嫌な気持ちにさせるのは漫画ではない』という考えを持っている。そして、『その理想の漫画を描き続けているのが高橋留美子であり、「高橋先生こそが最強の漫画家」だ』と答えている[24]。

### 藤田をモデルにしたキャラクター
唐巣和宏
『GS美神 極楽大作戦!!』（椎名高志）に登場する美神令子の師匠でゴーストスイーパーの神父。
富士鷹ジュビロ
『吼えろペン』（島本和彦）に登場する架空のマンガ家。自分の美学を持っている。
漫画家
『かってに改蔵』（久米田康治）に登場する漫画家。編集部からの接待を受けている。なお、同作には『からくりサーカス』のパンタローネも度々登場している。
不二多勝日郎
『かくしごと』（久米田康治）に登場する漫画家。作中では「ダークファンタジーの巨匠」として名を知られており、主人公の後藤可久士からは「漫豪」（「文豪」の漫画家バージョン）と呼ばれるシーンがある。眼鏡に和服、長髪で細身の整った容姿と、他の作品で描かれる藤田和日郎をモデルとしたキャラクターとはイメージが大きく異なる。藤田自身はこのキャラクターについて自身のTwitter で「カッコイイキャラクターだったからユルス。」とコメントしている。
テレビアニメ版の公式Twitterは、藤田がモデルであることを明言し、藤田も応援イラストを描いている。
鬼
『ハヤテのごとく!』（畑健二郎）に登場する『神変を得た人の図』。人は神変を得ると鬼になるという。正確には上記の「富士鷹ジュビロ」をモデルにしたキャラクター。
東京で地震に被災する男
『日本沈没』（小松左京原作、一色登希彦作画）に登場する男性。地震で崩れた家具に押し潰された。なお、この話が掲載された『週刊ビッグコミックスピリッツ』には、『邪眼は月輪に飛ぶ』の第1話も掲載されている。

## 作品リスト

### 漫画作品
各作品の詳細などについてはリンク先の各記事を参照。
- 2025年5月現在。
- デフォルトでの表記は発表順。他列でのソート後に再度発表順でソートするには、最左列を利用する。
- 「種」欄は連載か読切かで2種に大別。前後編作品については読切として扱った。
- 「掲載誌」欄ではマガジンボックス社に対して略称を用い、「MB」と記載。ソートは刊行頻度（週刊 etc.）を除いた名称で行う。
- 「収」欄は収録単行本を示す。記号対応は#漫画単行本を参照。「-x」は各単行本内での収録順を示す。

|  | 連載作品 |  | 読切作品 |

|    | 作品名                                    | 種   | 発行   | 掲載誌                                         | 収           | 注記 |
| -- | ----------------------------------------- | ---- | ------ | ---------------------------------------------- | ------------ | --- |
| 1  | 帯刀石仏                                  | 読切 | —      | 雑誌未掲載（1985年頃執筆）                     | 短2-5        | |
| 2  | 連絡船奇譚                                | 読切 | 小学館 | 週刊少年サンデー増刊 1988年8月号               | 短1-3        | 第22回新人コミック大賞・入賞作。 デビュー作。 |
| 3  | メリーゴーランドへ!                       | 読切 | 小学館 | 週刊少年サンデー 1988年45号                    | 短1-4        | 『WS』本誌初掲載作品。 |
| 4  | アキちゃんと森で                          | 読切 | MB     | パンドラ 1989年07月号                          | 短1-5        | |
| 5  | うしおととら                              | 連載 | 小学館 | 週刊少年サンデー 1990年6号 - 1996年45号        | う           | 連載デビュー作。 OVA化・テレビアニメ化されている。 第2回少年サンデーコミックグランプリ入賞作。 第37回小学館漫画賞少年部門受賞作。 第28回星雲賞コミック部門受賞作。 日本のメディア芸術100選マンガ部門受賞作品。 テレビアニメ版ではシリーズ構成を兼任。 |
| 6  | 夜に散歩しないかね                        | 読切 | 小学館 | 週刊少年サンデー 1993年18号 - 19号             | 短1-6        | 前後編。 |
| 7  | 掌の歌                                    | 読切 | 小学館 | 週刊少年サンデー増刊 1994年6月号               | 短1-2        | 第22回新人コミック大賞・入賞作。 |
| 8  | からくりの君                              | 読切 | 小学館 | 週刊少年サンデー 1994年47号                    | 短1-1        | OVA化されている。 |
| 9  | 瞬撃の虚空                                | 読切 | 小学館 | 週刊ヤングサンデー 1996年51号 - 52号           | 短2-1        | 前後編。青年誌初掲載。 |
| 10 | 空に羽が…                                 | 読切 | 小学館 | 週刊少年サンデー 1997年21・22合併号            | 短2-2        | |
| 11 | からくりサーカス                          | 連載 | 小学館 | 週刊少年サンデー 1997年32号 - 2006年26号       | か           | テレビアニメ版ではシリーズ構成を兼任。 |
| 12 | ゲメル宇宙武器店                          | 読切 | 小学館 | 週刊少年サンデー 2000年2・3合併号 - 4・5合併号 | 短2-3        | 前後編。 |
| 13 | 美食王の到着                              | 読切 | 小学館 | 週刊少年サンデー増刊 2003年2月号               | 短2-4        | |
| 14 | 邪眼は月輪に飛ぶ                          | 連載 | 小学館 | 週刊ビッグコミックスピリッツ 2007年2号 - 9号   | し           | 青年誌初連載。 |
| 15 | 黒博物館スプリンガルド                    | 連載 | 講談社 | モーニング 2007年23号 - 28号                   | く-1         | |
| 16 | 黒博物館スプリンガルド 異聞マザア・グウス | 連載 | 講談社 | モーニング 2007年33号 - 35・36合併号           | く-1         | 「黒博物館スプリンガルド」の続編。 |
| 17 | 月光条例                                  | 連載 | 小学館 | 週刊少年サンデー 2008年17号 - 2014年19号       | け           | |
| 18 | 黒博物館ゴースト アンド レディ            | 連載 | 講談社 | モーニング 2014年52号 - 2015年30号             | く-2         | 「黒博物館スプリンガルド」シリーズ。 |
| 19 | 双亡亭壊すべし                            | 連載 | 小学館 | 週刊少年サンデー 2016年17号 - 2021年34号       | そ           | |
| 20 | 黒博物館 キャンディケイン                 | 読切 | 講談社 | モーニング 2018年2・3号                        | 単行本未収録 | 「黒博物館スプリンガルド」シリーズ。 |
| 21 | 黒博物館 三日月よ、怪物と踊れ             | 連載 | 講談社 | モーニング 2022年15号 - 2023年42号             | く-3         | 「黒博物館スプリンガルド」シリーズ。 |
| 22 | シルバーマウンテン                        | 連載 | 小学館 | 週刊少年サンデー 2025年23号 - 連載中           | 単行本未収録 | |

### 書籍

#### 漫画単行本
書誌情報の詳細などについてはリンク先の各記事を参照。

- 2023年9月現在。
- 書名が同じ物は【 】内の注記で区分をつけている。
- 「書名」欄でのソート時、短編集については「藤田和日郎短編集(x)」を無視する。
- デフォルトでの表記は作品毎にまとめて初巻の発行順とし、短編集については最後にまとめた。他列でのソート後にデフォルトの順へと戻すには、最左列を利用する。
- 「略」欄は上記#漫画作品の収録欄で用いている略号を示す。

|  | 連載作品 |  | 再出版 |  | 短編集 |  | 再出版短編集 |

|    | 書名                                 | 発行   | レーベル                       | 判   | 発行年          | 巻 | 注記                                                                   | 略   |
| -- | ------------------------------------ | ------ | ------------------------------ | ---- | --------------- | -- | ---------------------------------------------------------------------- | ---- |
| 1  | うしおととら【SSC版】                | 小学館 | 少年サンデーコミックス         | 新書 | 1990年 - 1997年 | 33 |                                                                        | う   |
| 2  | うしおととら外伝                     | 小学館 | 少年サンデーコミックス         | 新書 | 1997年          | 1  |                                                                        | う   |
| 3  | うしおととら【ワイド版】             | 小学館 | 少年サンデーコミックスワイド版 | 四六 | 2000年 - 2003年 | 18 | ワイド版での新装版（外伝を含む）。                                     | う   |
| 4  | うしおととら【文庫版】               | 小学館 | 小学館文庫                     | 文庫 | 2004年 - 2006年 | 19 | 文庫での新装版（外伝を含む）。                                         | う   |
| 5  | からくりサーカス【SSC版】            | 小学館 | 少年サンデーコミックス         | 新書 | 1998年 - 2006年 | 43 |                                                                        | か   |
| 6  | からくりサーカス【ワイド版】         | 小学館 | 少年サンデーコミックスワイド版 | B6   | 2011年 - 2013年 | 23 | ワイド版での新装版。                                                   | か   |
| 7  | 邪眼は月輪に飛ぶ                     | 小学館 | ビッグコミックス               | B6   | 2007年          | 1  |                                                                        | し   |
| 8  | 黒博物館スプリンガルド               | 講談社 | モーニングKC                   | B6   | 2007年          | 1  |                                                                        | く-1 |
| 9  | 月光条例                             | 小学館 | 少年サンデーコミックス         | 新書 | 2008年 - 2014年 | 29 |                                                                        | け   |
| 10 | 黒博物館ゴースト アンド レディ       | 講談社 | モーニングKC                   | B6   | 2015年          | 2  |                                                                        | く-2 |
| 11 | 双亡亭壊すべし                       | 小学館 | 少年サンデーコミックス         | 新書 | 2016年 - 2021年 | 25 |                                                                        | そ   |
| 12 | 黒博物館 三日月よ、怪物と踊れ        | 講談社 | モーニングKC                   | B6   | 2022年 -        | 5  |                                                                        | く-3 |
| 13 | 藤田和日郎短編集 夜の歌【SSC版】     | 小学館 | 少年サンデーコミックス         | 新書 | 1995年          | 1  | 短編集。ISBN 4-09-123561-1。                                           | 短1  |
| 14 | 藤田和日郎短編集(1) 夜之歌【文庫版】 | 小学館 | 小学館文庫                     | 文庫 | 2006年          | 1  | 文庫での新装版。 「アキちゃんと森で」を追加収録。 ISBN 4-09-193651-2。 | 短1  |
| 15 | 藤田和日郎短編集 暁の歌【SSC版】     | 小学館 | 少年サンデーコミックス         | 新書 | 2004年          | 1  | 短編集。ISBN 4-09-123562-X。                                           | 短2  |
| 16 | 藤田和日郎短編集(2) 暁の歌【文庫版】 | 小学館 | 小学館文庫                     | 文庫 | 2006年          | 1  | 文庫での新装版。 「帯刀石仏」を追加収録。 ISBN 4-09-193652-0。         | 短2  |

#### その他
- 『うしおととら全集』小学館（原画集）
  - 上巻：1997年4月発売、ISBN 4-09-179291-X
  - 下巻：1997年7月発売、ISBN 4-09-179292-8
- 『からくりサーカス公式ガイドブック サーカスのすべて』小学館〈少年サンデーコミックス〉2004年8月15日初版発行、ISBN 4-09-127771-3
- 『画業20周年記念全集 藤田和日郎魂』小学館 2009年7月17日発売、ISBN 978-4-09-199019-8
- 『読者ハ読ムナ（笑） 〜いかにして藤田和日郎の新人アシスタントが漫画家になったか〜』小学館 2016年7月12日発売、ISBN 978-4-09-127355-0

### 原案など
妖逆門（原案・キャラクターデザイン）
キャラクターデザイン・原案を担当した妖逆門はTVアニメ・カードゲームとも連動したクロスメディア企画である。同作には『うしおととら』に登場した一角なども登場している。2006年。
あやかし堂のホウライ（原案協力）
作者は、フジタ組のチーフアシスタントのニックこと金田達也。増刊雑誌にて不定期連載だった。藤田和日郎は原案協力として参加。当初はTVアニメ化用の企画だった様子である。2004年 - 2006年。
異世界に飛ばされたおっさんは何処へ行く？
「シ・ガレット×岡谷」のライトノベルを、ひらぶき雅浩がコミカライズした。かなりの部分にアドバイスをしたとのこと。2017年 - 2024年。

### イラスト
イラストテクニックミニ専科 1
イラスト素材集。1988年、誠文堂新光社刊、ISBN 978-4416788561。
纐纈城綺譚
田中芳樹による小説。1995年、ISBN 4-257-79023-7。
天竺熱風録
同じく田中芳樹による小説。2007年、ISBN 4-396-20825-1。
星の果てまでブッ飛ばす!
碧星タケルによる小説。1995年、メディアワークス電撃文庫刊、ISBN 4-07-302600-3。
ヤロフのアトラク屋
紙谷通人（紙谷龍生）による小説。1992年、桜桃書房刊、ISBN 4-87183-624-X。『地獄森のアトラク屋』1993年、ISBN 4-87183-643-6。
さよなら絶望先生（エンドカード）
久米田康治原作のテレビアニメ。2007年。第1期の第1話。
サンデー×マガジン クロスライン（ゲストキャラクターデザイン）
村枝賢一による漫画。クラブサンデーに期間限定でデザイン画が掲載。2007年7月 - 9月。
戦国大戦（カードイラスト）
セガのアーケードカードゲーム。2010年。
手裏剣戦隊ニンニンジャー
Blu-ray COLLECTION 第1巻収録のブックレットの表紙イラスト。2015年。
鬼のずんぼらぶー〜そこのけもののけ事件帖番外編（ジャケットイラスト）
檜木田正史作・演出のドラマCD。2015年。
戸次重幸ソロプロジェクト「MONSTER MATES」（メインビジュアル）
戸次重幸の作・演出による舞台。2018年。
何かが道をやってくる
レイ・ブラッドベリ（翻訳：大久保康雄）による小説。創元推理文庫60周年フェアで期間限定表紙イラストを担当。2019年。
昭和50年男 2022年3月号 / vol.15（表紙）
「うしおととら」描き下ろしイラスト。また、同誌16ページより藤田のインタビュー記事も掲載。2022年。
山田風太郎傑作選 推理篇
山田風太郎による小説。「十三角関係」、2022年、河出書房新社河出文庫刊。「帰去来殺人事件」、2022年。
筋肉少女帯小説化計画
筋肉少女帯の楽曲を辻村深月、柴田勝家、滝本竜彦、空木春宵、和嶋慎治、大槻ケンヂが小説化したアンソロジー小説。表紙イラストを担当。2025年。

## 元アシスタント
藤田はアシスタントに「ここに来たら、全員マンガ家になって出てってよ」と述べており、実際に藤田の元から独立・デビューした漫画家を多数輩出している。
- 安西信行[45]
- 井上和郎[45]
- 片山ユキオ[45]
- 金田達也[45]
- 雷句誠[45]
- 福田宏[46]
- はこたゆうじ（画家）[47]
- 内富拓地[48]
- ひらぶき雅浩[49]

## コラボ商品
- 「藤田和日郎 眼鏡」を執事眼鏡 eye mirrorより発売[50]

## その他
- イラストが表紙「震災に負けるな！東日本project」 - 猪熊しのぶを中心にチャリティ活動に取り組んでおり、東日本大震災の被災者を支援する為に他の漫画家と共同で東日本大震災チャリティ同人誌「LOVE ACROSS JAPAN -日本中に愛を-」で執筆する[51]。
- TEAM NACS SOLO PROJECT 戸次重幸『MONSTER MATES』 - イラスト版ビジュアルを描き下ろした[52]。
- 『諸星大二郎 デビュー50周年記念 トリビュート』 - 諸星をリスペクトする作家として参加し、エッセイ漫画を寄稿[53]。
- 「50周年だから！花ゆめ部員がやってみました企画」第1弾 『実はHMC投稿者！藤田和日郎先生インタビュー』 - 花とゆめ2024年1号掲載[54]。
- 先人たちの底力 知恵泉 - 2025年3月25日放送「やなせたかし～「遠回り」に込められた生き方〜」に出演[55]。

## 関連番組
- BSマンガ夜話『うしおととら』（2001年2月27日 NHK BS2） - 本人出演なし。ゲストは村上知彦と花柳錦之輔。
- 浦沢直樹の漫勉（2015年9月11日 NHK Eテレ） - 『黒博物館ゴースト アンド レディ』の製作過程を収録した画像を見ながら浦沢と対談。
- まんが未知（2022年2月2日・9日、4月1日、テレビ朝日） - 宮下兼史鷹（宮下草薙）と実弟がプロの漫画家を目指す「宮下兄弟プロまんが未知」コーナー（第3弾・第4弾）に出演。4月1日放送の『特別編』では、『藤田先生回 "ほぼノーカット完全版"』が放送された。